# Знаменское (аэродром)
Советская Гавань — Знаменское (Знаменский) — бывший военный аэродром и городской аэропорт города Советская Гавань, Хабаровский край. Функционировал с конца 1930-х и до начала 1990-х годов. ВПП грунтовая.
Аэродром не функционирует. Лётное поле заросло, техническая территория используется частной организацией.

## Данные аэродрома
КТА N48.97968° E140.32312°
Превышение 78 м (9 гПа)
Индекс ЗЦ2Я / ZC2Q
ВПП № 1
- Название 18/36
- Ширина 75
- Длина 1200
- МПУ 176°/356°
- ИПУ 165°/345°
- Порог 1 N48.98492° E140.32102°
- Порог 2 N48.97445° E140.32522°
- Покрытие нетвёрдое (грунт)
- Освещение нет

ВПП № 2 (вертолётная площадка)
- Название 09/27
- Ширина 50
- Длина 50
- МПУ 090°/270°
- ИПУ 079°/259°
- Порог 1 N48.98315° E140.31948°
- Порог 2 N48.98323° E140.32015°
- Покрытие твёрдое
- Освещение нет

## Авиационные части и подразделения на аэродроме
- 9-я отдельная истребительная авиационная эскадрилья (с 21 июня 1937 года по 1 июля 1941 года)
- 42-й истребительный авиационный полк ВВС ВМФ (с 1940 по 1949 год, постоянное базирование)
- Управление 15-й смешанной авиационной дивизии ВМФ (с 05.11.45 по 15.02.1954 год)
- 15-й отдельный транспортный отряд (1942 год) — 126-я отдельная транспортная авиационная эскадрилья — 563-й отдельный транспортный авиационный полк (1950 г.) — 482-й отдельный транспортный авиационный отряд — 482-я отдельная транспортная авиационная эскадрилья 105-го авиационного корпуса ВМС — 104 отдельный транспортный авиационный отряд 10-го авиационного корпуса ВМС (расформирован в 1960 году).
- 56-й отдельный штурмовой Сахалинский авиационный полк (формирование в 1945, в ходе б/д работал с оперативных аэродромов Восточная Новороссия, Гроссевичи, Коноторо; 25 декабря 1946 года передан в состав ВВС 7-го ВМФ с перебазированием на АС Май-Гатка; 07.10.1947 г. расформирован).
- 655-я отдельная учебно-тренировочная авиационная эскадрилья (переучивания) 16-й САД (базировалась с 1950 по 1954 год)
- 257-я отдельная буксировочная авиационная эскадрилья (базировалась с 1951 по 1954 год)
- 167-я отдельная аварийно-спасательная авиационная эскадрилья (1958 год) — 720-й отдельный авиационный полк вертолётов (до 1960 года).

## История
Точная дата постройки аэродрома неизвестна. Согласно данным РГА ВМФ (ф. Р-61, оп.4, д.222, л. 1-3) до апреля 1938 года часть 44-й ОИАЭ ВВС ТОФ с аэродрома Южное Угловое составом 15 самолётов И-15бис была направлена в Советскую Гавань на аэродром Знаменское, где 21 июня 1938 года была сформирована 9-я отдельная истребительная авиационная эскадрилья (в составе ВВС ТОФ уже была авиационная часть с таким номером). Через год эскадрилья была перевооружена на И-16, а 1 июля 1941 года эскадрилья переформирована в 42-й истребительный авиационный полк ВВС ВМФ, без изменения места дислокации. Полк принимал участие в войне с Японией. В 1949 году перелетел на Сахалин, затем на расположенный по соседству аэродром Постовая, где в 1958 году был расформирован.
В 1942 году на аэродроме был сформирован авиационный транспортный отряд, обеспечивающий в первую очередь штаб авиации СТОФ в п. Бяудэ (15-й ОТАЭ). На вооружении были ТБ-3 и Ли-2. После войны отряд развёрнут в эскадрилью, а 15 декабря 1947 года 126-я ОТАЭ переформирована в 563-й отдельный транспортный авиационный полк со штатом № 98/714, с передислокацией на аэродром Корсаков, однако 14 июня 1948 года полк перебазирован на аэр. Постовая. 26 декабря 1950 года полк вернулся на свой старый аэродром Знаменское, на вооружении были Ли-2. В 1953 году полк сократили до эскадрильи, затем до отряда и в 1960 году ликвидировали.
В 1945 году в гарнизон Знаменское переехало управление 15-й смешанной авиадивизии, где находилось по 1954 год.
В 1957 году на аэродром Знаменское с соседнего аэродрома Бяудэ (в пригороде Совгавани) была передислоцирована 167-я отдельная аварийно-спасательная авиационная эскадрилья на гидросамолётах Бе-6 и американских PBY-6a, также имелся вертолётный отряд на Ми-4. Уже с 30 апреля 1958 года эскадрилья переформируется в 720-й отдельный авиационный полк вертолётов. 30 декабря 1960 года полк сокращается до эскадрильи (301-я отдельная вертолётная эскадрилья ПЛО) и перелетает на аэродром Корсаков.
С этого времени военной авиации на аэродроме больше нет.
В соответствии с приказом 00439 МВД от 14.05.52 года, на аэродроме Знаменское силами заключённых ИТЛ было начато возведение здания аэропорта и аэродромных сооружений для нужд ГВФ.
По состоянию на 1980 год выполнялось 5 рейсов в сутки с Хабаровска и один — с Владивостока (в летний период) на самолётах Ил-14, затем Ан-24. Все прилетающие пассажиры прямо в самолёте проверялись пограничным нарядом (на предмет штампа в паспорте «ПЗ» — погранзона).
Аэропорт прекратил работу с вводом в эксплуатацию пассажирского терминала на аэродроме Май-Гатка в 1990-м году (уточнить).

## Особенности аэродрома
Аэродром горный. С юга находится отрог Сихотэ-Алиня — хребет Советский, высотой до 560 м, поэтому была возможна посадка только с одним стартом: МК=176° (со стороны моря).